# یوکیو اوداگیری
یوکیو اوداگیری (انگلیسی: Yukio Odagiri؛ زادهٔ ۱۰ فوریهٔ ۱۹۵۶) بوکسور اهل ژاپن بود.